# Botsomtwe/Atwima/Kwanhuma District
Der Botsomtwe/Atwima/Kwanhuma District ist einer von 138 Distrikten in Ghana. Er liegt im Zentrum des Landes in der Ashanti Region und ist dort einer von 21 regionalen Distrikten.
Der Botsomtwe/Atwima/Kwanhuma District grenzt an die Distrikte Atwima Nwabiagya, Ejisu-Juaben, Amansie West, Amansie Central, Amansie East und Kumasi Metropolitan. Chief Executive über den 718 km² großen Distrikt mit ca. 146.028 Einwohnern ist Bright Addae Munumkum mit Sitz in der Distrikthauptstadt Kuntenase.

## Geographie
Mit einer Größe von 718 km² nimmt der Distrikt 2,81 Prozent der Fläche der Ashanti Region ein.
Im Distrikt liegt der aus einem Meteoriteneinschlag entstandene See Bosumtwi. Von den Hängen des Einschlagkraters verlaufen einige kleinere Bäche, die in den See speisen. Weitere Flüsse wie der Oda, Butu, Siso, Supan und Asanbanwe verlaufen in Nord-Süd-Richtung.
Der Distrikt liegt in der semi-feuchten Zone und zeichnet sich durch zwei Regenzeiten zwischen März und Juli sowie zwischen September und November aus. Der Monat August ist eher kühl und trocken.
Durchschnittlich liegt die Temperatur zwischen 24 °C im August und 27,8 °C im Februar. Die durchschnittliche Luftfeuchtigkeit am Nachmittag liegt bei 71,6 Prozent im eher trockenen August und bei 42,5 Prozent im Januar.
Goldlagerstätten sind in den Ortschaften Adjuampong, Ampabame No. 1, Ahenema Kokoben, Nkoranza, Trede, Beposo, Nyameani, Trabuom, Kyekyebon und Adu-Wamase bestätigt. Diamanten sind im Fluss Affoa sowie in der Nähe der Orte Atasuo, Atetesua, Obo und Kwabena zu finden. Auch Sand und Steine für die Bauindustrie sind im Distrikt ausreichend vorhanden.

## Politik
Der Distrikt ist in die fünf Gemeinden (Area Councils) Twedie, Kuntanase, Boneso, Kwanwoma und Jachie unterteilt.

## Bevölkerung
Bei der Volkszählung in Ghana hatte der Distrikt 146.028 Einwohner, von denen 71.904 Männer und 74.124 Frauen waren. 2000 lebten in Botsomtwe/Atwima/Kwanhuma 49,2 Prozent Männer und 50,8 Prozent Frauen. Die Distriktbevölkerung bildet 4 Prozent der Bevölkerung der Ashanti Region. Die Bevölkerung wächst jährlich um 3,0 Prozent und damit weniger als im regionalen Durchschnitt mit einer Wachstumsrate von 3,4 Prozent.
Die Bevölkerung verteilt sich auf 130 Siedlungen, von denen viele eine Einwohnerzahl von weniger als 500 aufweisen. Nur zwei Siedlungen erreichen mit 7.368 bzw. 5.023 (im Jahr 2000) den Status einer städtischen Gemeinde. Die Siedlungen Foase, Trede, Trabuom, Twedie, Nwineso No. 1, Kuntanase, Kromoase, Ahenema Kokoben, Aburaso und Esereso haben Einwohnerzahlen zwischen 4.871 und 2.860 im Jahr 2000. Die Bevölkerung lebt in Haushalten mit durchschnittlich acht Personen und häufig drei Generationen.
Im Distrikt sind 48,3 Prozent der Menschen (70.410 im Jahr 2000) im arbeitsfähigen Alter. Insgesamt 51,7 Prozent zählen zu den Bevölkerungsgruppen zwischen 0–14 und über 65 Jahre. Ein Durchschnittshaushalt muss 54,5 Prozent seiner Einnahmen für Lebensmittel ausgeben. Von allen Haushalten können 43,75 Prozent Kapital in einer Bank oder zuhause ansparen.
Der Distrikt erlebte in den letzten Jahren in seinen ländlichen Gebieten eine Bevölkerungsabwanderung. Einige der Arbeitssuchenden zieht es in die nahegelegene regionale Hauptstadt Kumasi. Immer mehr Menschen pendeln zwischen ihren Wohnorten im Distrikt und ihrer Arbeit in den Städten. 96 Prozent der Bevölkerung leben in ländlichen Gegenden, nur 4 Prozent leben in den beiden kleineren Städten des Distrikts.
Die meisten Einwohner des Distrikts sind Landwirte. Vor allem um den Bosumtwi-See leben zudem viele Fischer, die häufig auch heute noch auf ihren traditionellen Bretterbooten auf den See hinausfahren.
Der Distrikt wird, wie überall in Ghana, auf lokaler Ebene neben den Verwaltungen von traditionellen Herrschern geführt. In der Kuntanase Traditional Area herrscht ein Oberhäuptling (Paramount Chief), dem 10 Häuptlinge unterstehen.
Die Bevölkerung gehört weit überwiegend dem Christentum an, auch Muslime und Anhänger traditioneller Religionen sind vertreten.

## Wirtschaft

### Landwirtschaft
Der wichtigste Wirtschaftsfaktor ist die Landwirtschaft. 62,6 Prozent der Arbeitskräfte sind in diesem Bereich tätig. Dabei arbeiten 57,4 Prozent aller Beschäftigten in Farmen mit landwirtschaftlichen Nutzflächen und 5,2 Prozent in der Fischerei bzw. auf Fischfarmen.
Die Brandrodung ist im Distrikt noch wesentliches Mittel der Landwirtschaft. Die Landwirtschaft bedient sich der permanenten Feldwirtschaft für Anpflanzungen, die eine längere Anbauphase haben wie Palmöl, Zitrusfrüchte, Kochbananen und Kakao. Neben der permanenten Feldwirtschaft nutzen die Landwirte die Feldwechselwirtschaft für den Anbau von Mais, Yam, Kassava und Gemüse. Diese Anbauform wird sowohl als Monokultur als auch als Mischanbau betrieben. Nach einer Anbauzeit wechselt der Landwirt die Parzelle und lässt das bisherige Farmland brach liegen.
Aufgrund fehlender Lagerkapazitäten geht jährlich ein großer Teil der Ernte verloren.

### Dienstleistungssektor
Etwa 19,2 Prozent der Bevölkerung sind im Dienstleistungssektor tätig. Hierin sind auch die Beschäftigten des öffentlichen Dienstes enthalten.

### Industrie und Handwerk
In der Industrie arbeiten 16,7 Prozent aller Beschäftigten im Distrikt. Die meisten Industriebetriebe hängen aufgrund ihrer Produktionsabläufe vom produzierenden Sektor ab. Dieses sind in der Regel Betriebe, die mit der Weiterverarbeitung der landwirtschaftlichen Produkte befasst sind, wie beispielsweise Kassava-Mehl-Fabriken oder Lederwarenhersteller.
Kleinere Betriebe im industriellen Bereich sind Töpfereien, Webereien (Kente) und Textilbetriebe. Mittelgroße Betriebe finden sich in den Bereichen der Möbelherstellung, Palmölproduktion, Bäckereien und Mühlen. Auch das traditionelle Handwerk hat einen besonderen Stellenwert.

## Gesundheit
Von allen Erkrankungen ist Malaria mit 43 Prozent die häufigste im Distrikt. In allen Arzneiverkaufsstellen sind die Händler ausgebildet, leichte Fälle von Malaria selbst zu behandeln. Im gesamten Distrikt sind 26 Gesundheitseinrichtungen vorhanden. Vierzehn Einrichtungen sind öffentliche Stellen, sieben sind Missionshäuser und fünf Einrichtungen arbeiten auf privater Basis in Kuntanase, Jachie/Pramso, Foase/Trabuom, Trede und Amakom.
21 Gemeinden haben Zugang zu Leitungswasser aus dem Wassersystem von Kumasi. Insgesamt 72,8 Prozent der Bevölkerung ist bei der Frischwasserversorgung auf Brunnen angewiesen, 26 handausgehobene Brunnen versorgen weitere 20 Prozent der Bevölkerung.
Lediglich in der Distrikthauptstadt Kuntanase existiert ein EU-finanziertes Wasserprojekt in Form eines pumpenbetriebenen Brunnens.

## Bildung
Im Distrikt gibt es 93 Kindergärten, 101 Grundschulen, 71 Junior Secondary Schools und drei Senior Secondary Schools. Auf einen Lehrer entfallen in allen Schulstufen durchschnittlich 30 Schulkinder. Auf den drei Oberschulen sind 3.212 Schüler, unter denen 2.061 Mädchen und 1.151 Jungen sind. 1586 Lehrer und Erzieher arbeiten auf allen Ebenen des Bildungssystems.

## Infrastruktur
Es bestehen ca. 300 km Straßen, die jedoch in der Regel nicht asphaltiert und vor allem in der Regenzeit häufig unpassierbar sind.
Regelmäßige größere Märkte werden im Distrikt nicht organisiert. Handel und Verkauf finden in kleinen Läden und Kleinstmärkten statt. Das Fehlen zentraler Märkte ist auf den eher schlechten Zustand des Straßennetzes zurückzuführen. Kleinere lokale Märkte werden in Kuntanase, Jachie, Esereso, Brodekwano, Sabin Akrofrom, Aburaso und Trabuom abgehalten. In den anderen Ortschaften des Distriktes werden die Waren ohne Marktorganisation, Stände oder feste Zeiten auf den Straßen veräußert.

## Sehenswürdigkeiten
Wichtigstes touristisches Ausflugsziel, aber auch Anziehungspunkt für wissenschaftliche Forschungen ist der Bosumtwi-See, der als einer der größten natürlichen Seen der Welt gilt. An seinem Ufer liegen 24 Dörfer, von denen lediglich die Ortschaft Abono touristisch erschlossen ist. Von Kumasi benötigt man auf der gut ausgebauten Strecke bis Abano 30 Minuten.

## Wahlkreise
Im Distrikt Botsomtwe/Atwima/Kwanhuma wurden drei Wahlkreise eingerichtet. Im Wahlkreis Atwima-Kwanhoma errang bei den Parlamentswahlen 2004 Mathew Kwaku Antwi für die New Patriotic Party (NPP) den Sitz im ghanaischen Parlament. Für den Wahlkreis Bosome-Freho wurde Nana Yaw Edward Ofori-Kuragu (NPP) und für den Wahlkreis Bosomtwe Nana Yaw Edward Ofori-Kuragu (NPP) gewählt.

## Wichtige Ortschaften
| - Gyakyi (Jaachie) - Foase (Foasi) - Esereso - Trede - Aburaso - Ahenema Kokoben - Krumuase | - Kuntanase - Winiso No. 1 (Nwniso) - Twedie - Traduom - Nwiniso No. 3 (Winiso) - Pramso - Sawua | - Wniso No. 2 (Nwniso) - Yabi (Yabe) - New Brodekwano - Piase - Krofofrom - Nyamiani |